# Lösleinshäuslein
Lösleinshäuslein ist ein Gemeindeteil des Marktes Wilhermsdorf im Landkreis Fürth (Mittelfranken, Bayern). Lösleinshäuslein liegt in der Gemarkung Katterbach.

## Geographie
0,5 km westlich des Weilers liegt der Heubuck, 0,5 km nordwestlich das Holzspitzfeld, 0,5 km südlich die Weiherleite. Ein Anliegerweg führt zur Kreisstraße NEA 10/FÜ 9 (0,2 km südlich), die nach Hirschneuses (1,1 km westlich) bzw. nach Kreben verläuft (1,4 km östlich).

## Geschichte
In einer Pfarrbeschreibung wird erwähnt, dass das „Jägerhäuslein“ 1794 erbaut wurde. Benannt wurde es nach dem damaligen Besitzer Jäger. Unter der preußischen Verwaltung (1792–1806) des Fürstentums Bayreuth erhielt das Jägerhäuslein die Hausnummer 15 des Ortes Kreben. 
Von 1797 bis 1810 unterstand der Ort dem Justizamt Markt Erlbach und Kammeramt Neuhof. Im Rahmen des Gemeindeedikts wurde Lösleinshäuslein dem 1811 gebildeten Steuerdistrikt Hirschneuses und der 1813 gegründeten Ruralgemeinde Kreben zugeordnet, die am 9. November 1824 in die Ruralgemeinde Katterbach eingegliedert wurde. 1830 gab es zwei Anwesen, eines gehörte Michael Jäger, das andere Johann Simon Löslein.
Im Zuge der Gebietsreform in Bayern wurde Lösleinshäuslein am 1. Juli 1972 in die Gemeinde Wilhermsdorf eingegliedert.

## Einwohnerentwicklung
| Jahr      | 001824 | 001840 | 001861 | 001871 | 001885 | 001900 | 001925 | 001950 | 001961 | 001970 | 001987 | 002007 | 002018 |
| Einwohner | 8      | 5      | *      | 6      | 9      | 6      | 8      | 4      | 6      | 8      | 9      | 8      | 8      |
| Häuser    | 1      | 1      |        |        | 2      | 1      | 1      | 1      | 1      |        | 3      |        |        |
| Quelle    | [ 5 ]  | [ 8 ]  | [ 9 ]  | [ 10 ] | [ 11 ] | [ 12 ] | [ 13 ] | [ 14 ] | [ 15 ] | [ 16 ] | [ 17 ] |        | [ 1 ]  |

## Religion
Der Ort ist evangelisch-lutherisch geprägt und bis heute nach St. Peter und Paul (Kirchfarrnbach) gepfarrt, die Einwohner römisch-katholischer Konfession sind nach St. Michael (Wilhermsdorf) gepfarrt.